# بئاتریس پورتیناری

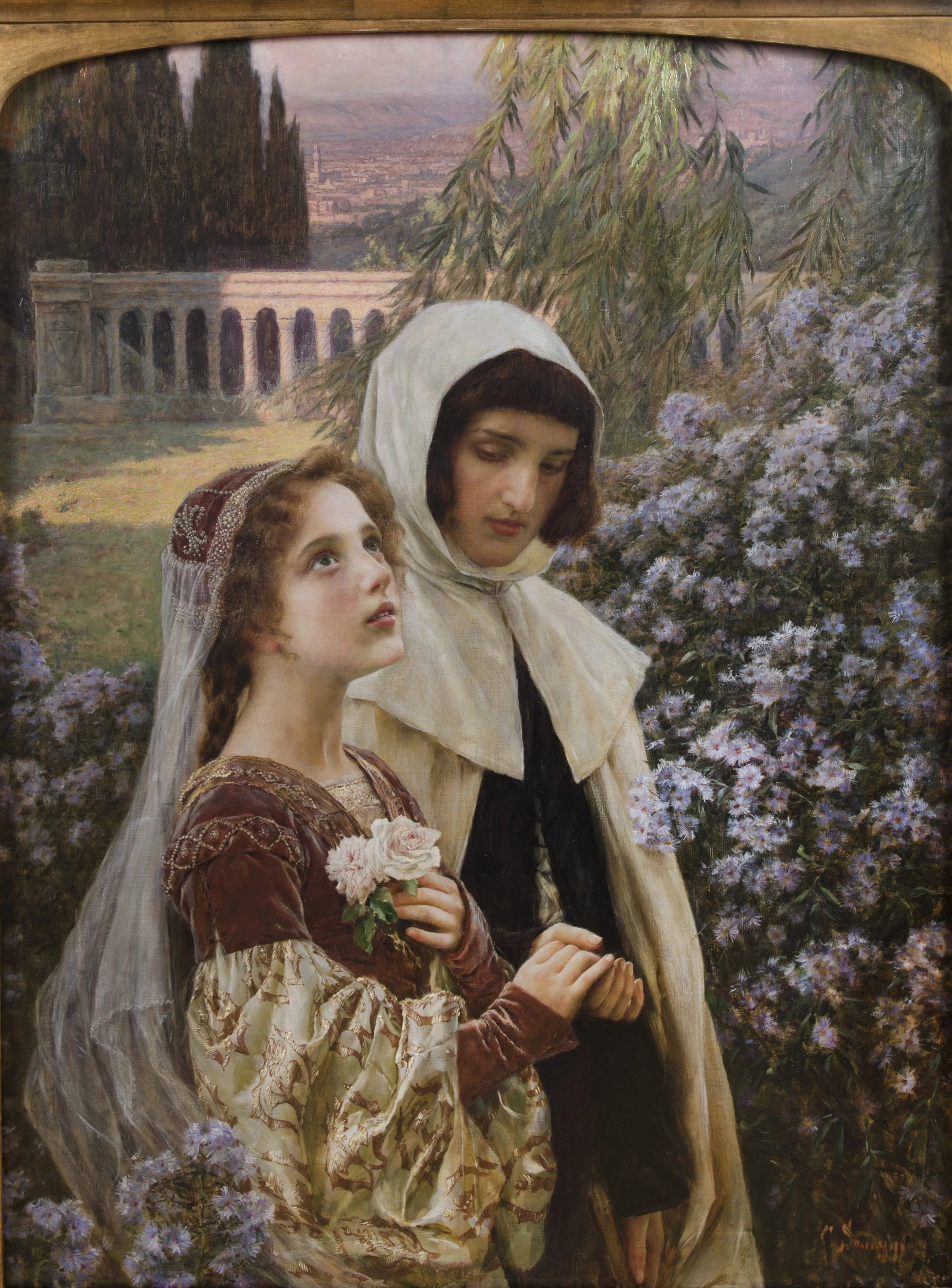
دانته و بئاتریس در باغ، ۱۹۰۳، شاهکار پیش از رافائلی، نقاش ایتالیایی سزار ساکاجی

بئاتریچه "بیچه" دی فولکو پورتیناری (به ایتالیایی: Beatrice "Bice" di Folco Portinari)، (زادهٔ ۱۲۶۶ - درگذشته ۱۲۹۰ میلادی)، زنی از اهالی شهر فلورانس ایتالیا بود که به باور بیشتر پژوهشگران، همان بئاتریسی است که الهام‌بخش دانته آلیگیری برای نوشتن کتاب زندگانی نو و کمدی الهی بوده و در کمدی الهی به عنوان راهنمای دانته در بهشت و چهار سرود پایانی برزخ حضور دارد. در کتاب برزخ، از آنجایی‌که ویرژیل (راهنمای دانته در دوزخ و برزخ) پیش از ظهور مسیح درگذشته بود نمی‌توانست به بهشت وارد شود و بئاتریس، به عنوان تجسم عشق سعادت‌بخش به راهنمایی دانته در بهشت می‌پردازد.
«بئاتریس» از لحاظ لغوی به معنی «کسی که صاحب سعادت ابدی است» و همچنین حامل سعادت و رستگاری جاودانی است. همچنین به معنی کسی است که مورد لطف و رحمت الهی واقع شده و می‌تواند به نوبهٔ خویش باعث بروز رحمت و برکت و فیض الهی شود. و دانته از این معنی نیز در کتاب‌هایش استفاده کرده است.
سیارکی را به افتخار او، بئاتریکس ۸۳ نامگذاری کرده‌اند.

## زندگی
جووانی بوکاچیو اولین کسی بود که بئاتریس پورتیناری را همان بئاتریسی دانست که دانته بارها از آن صحبت کرده‌بود. او فرزند بانکدار فلورانسی، فولکو پورتیناری بود و ۵ برادر و ۶ خواهر داشت. بئاتریس در سال ۱۲۸۷ میلادی با سیمون دی باردی که یک جوان بانکدار بود ازدواج کرد و سه سال بعد در سال ۱۲۹۰ در سن ۲۴ سالگی درگذشت.

## بئاتریس و دانته

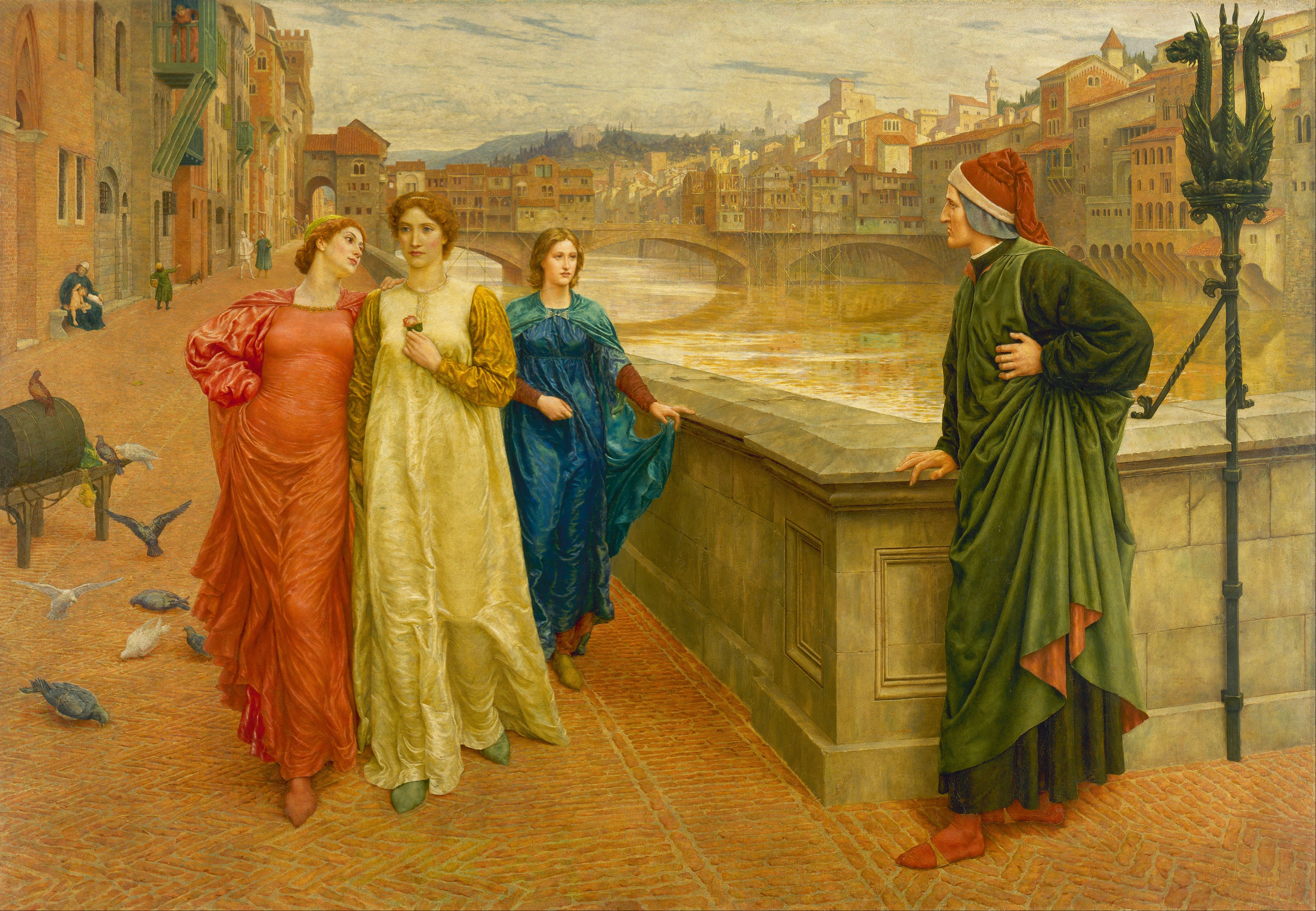
اولین برخورد بئاتریس (دوشیزهٔ سفیدپوش) با دانته، که در آن بئاتریس به دانته درود می‌گوید. دانته و بئاتریس، اثر هنری هالیدی، ۱۸۸۴.

اولین باری که دانته بئاتریس را دیده هنگامی بوده که هر دو ۹ ساله بودند (در حدود سال ۱۲۷۴) و در جشن روز اول ماه مه شرکت کرده‌بودند. دانته به محض دیدن بئاتریس (بیچه) که پیراهنی به رنگ قلب (سرخی بسیار عفیفانه و محجوبانه) به تن داشت احساس کرد که روح حیات و هستی که در پنهان‌ترین قسمت قلبش سکنی داشت شروع به لرزیدن کرد و شیفتهٔ او شد. او برای بیان این مطلب در کتاب زندگانی نو از جمله‌ای لاتین استفاده کرده بدین مضمون که روحش با دیدن بئاتریس به او گفته که «احتیاط پیشه کن! زینهار که قدرتی تواناتر از من، برای حکومت بر من، از راه رسیده است» (به لاتین: ECCE DEUS FORTIOR ME, QUI VENIENS DOMINABITUR MIHI) که «قدرت تواناتر» کنایه از عشق است.

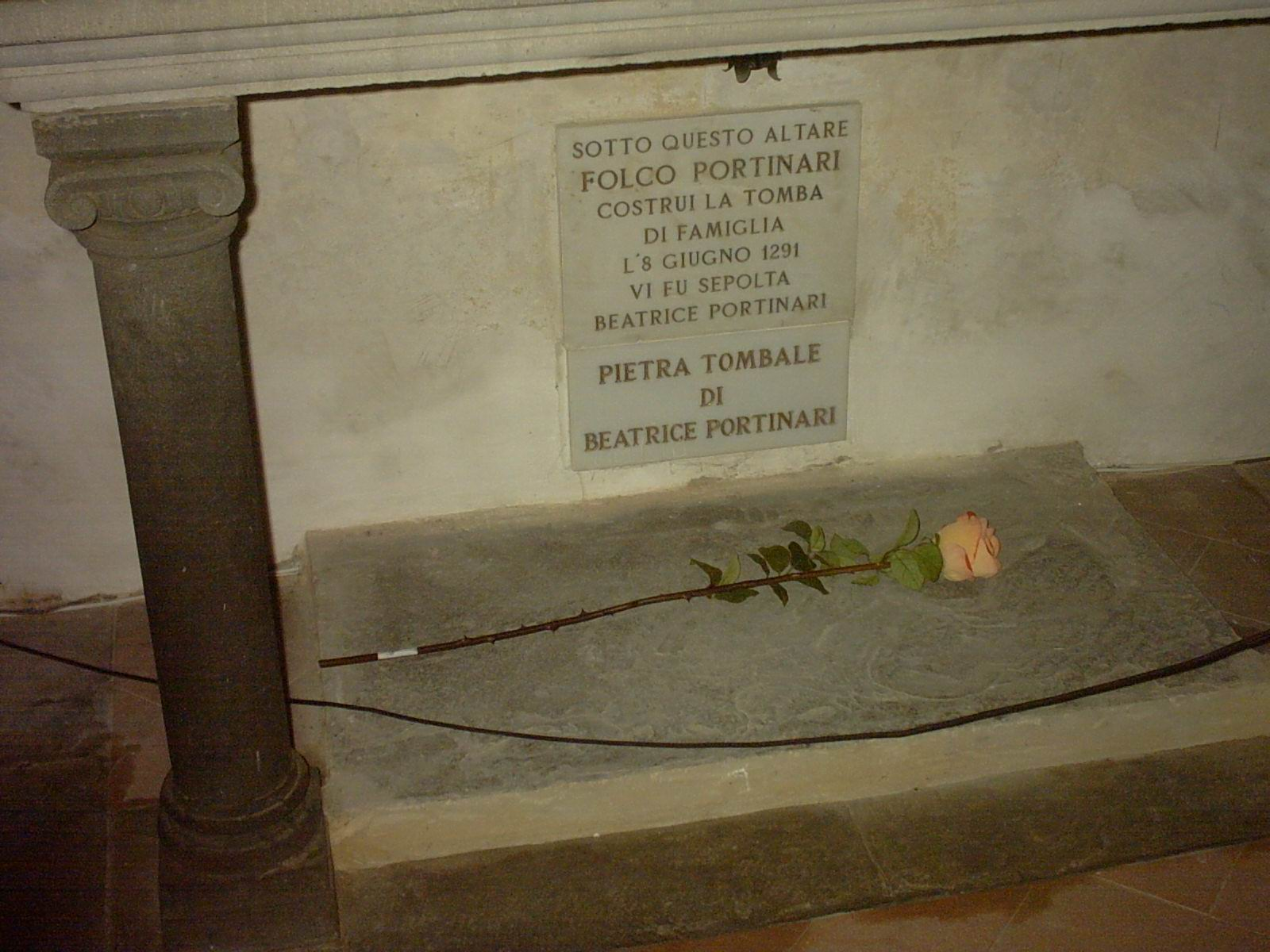
آرامگاه بئاتریس در کلیسای سانتا مارگریتا

دانته پس از آن بارها پنهانی بئاتریس را می‌نگرد ولی اولین باری که بئاتریس با او سخن می‌گوید، هنگامی است که ۹ سال از ملاقات اول گذشته و بئاتریس به همراه دو بانوی مسن‌تر در حال عبور از کنارهٔ رود آرنو است و به دانته درود می‌گوید. دانته چنین می‌گوید:
نخستین بار بود که با من سخن می‌گفت! چنان سراپا آکنده از شادمانی شدم گوئیا عالم به دور سرم می‌گردید، چنان‌که ناگزیر گشتم از برابر دیدگان دیگران دوری گزینم.
راهی که دانته در برابر عشق بئاتریس در پیش گرفت به عشق شهسوارانه (courtly love) شهرت دارد که در قرون وسطی مرسوم بود و با احترام بسیار زیاد به معشوق همراه بود. دانته او را منجی خود می‌دید و به نظر می‌رسد چندان به ظاهر او توجهی نشان نداده است. در نوشته‌هایش تنها دو بار از ظاهر او سخن گفته که یک بار به وصف رنگ چهره‌اش و بار دیگر از چشمان سبز او گفته است.